# 烏古斯可汗

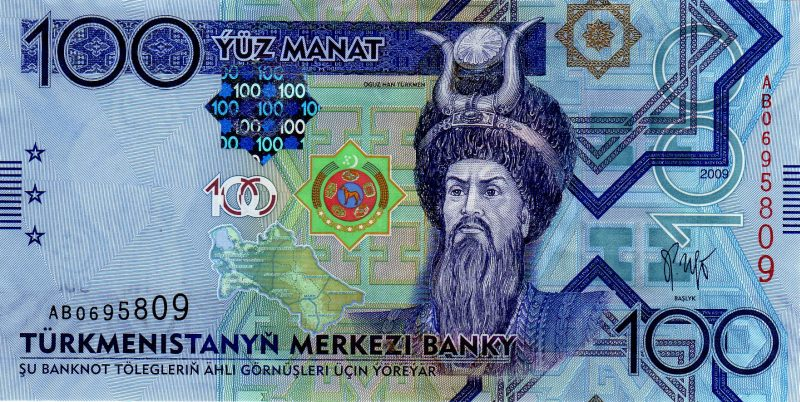
100土库曼斯坦马纳特纸币上的乌古斯可汗像

烏古斯可汗（土耳其語：Oğuz Kağan），是突厥神话中的可汗，也是维吾尔人、土庫曼人、奥斯曼人与撒拉族传说中的祖先。他的事迹多数出现在烏古斯可汗传说与拉施特的史集中。他也被很多突厥部落当作始祖（钦察、康里、葛逻祿、哈拉吉）。

## 资料
传说烏古斯可汗出现在公元前二世纪，但最早出现在十三世纪的紀錄。
烏古斯是塞兰突厥人首领哈剌汗的儿子，阿不勒札汗的曾孫。他与信佛教的父汗冲突，之后征服金朝至拜占廷的地方。在神話故事中烏古斯人分為三箭（兀出黑）與灰箭（孛祖黑）左右两支二十四氏族来自他六个儿子。六个儿子是昆（太阳）、艾（月亮）、裕勒都斯（星星）、闊克（天）、塔格（山）、鼎吉斯（海洋）。

## 文学表现
维吾尔族达斯坦中有涉及相关主题的《烏古斯傳》。
一些東方學家認為他的原型是匈奴的冒頓單于。